# Raymond Benjamin
Raymond Conway Benjamin (ur. 24 lutego 1925 w Rockhampton, zm. 6 marca 2016) – australijski duchowny rzymskokatolicki, w latach 1984–2000 biskup diecezjalny Townsville. 

## Życiorys
Święcenia kapłańskie przyjął 25 lipca 1949 w swojej rodzinnej diecezji Rockhampton. Udzielił ich mu ówczesny ordynariusz tej diecezji, Andrew Gerard Tynan. 14 lutego 1984 papież Jan Paweł II powołał go na urząd biskupa Townsville. Sakry udzielił mu 9 maja 1984 Francis Roberts Rush, ówczesny arcybiskup metropolita Brisbane. W lutym 2000 bp Benjamin osiągnął biskupi wiek emerytalny (75 lat) i złożył dymisję. Została ona przyjęta przez papieża z dniem 18 kwietnia 2000. Od tego czasu pozostaje biskupem seniorem Townsville. 
Zmarł 6 marca 2016